# شیخ علی مرندی
علی فرزندِ محمدجواد فرزند علی مرندی از مراجع شیعه بود که در اواخر قرن نوزدهم از شهر مرند ایران به عراق مهاجرت کرده و در شهر نجف سکونت داشت. او جد فائق الشیخ علی سیاستمدارِ سکولار عراقی است که از مخالفان ایران محسوب می‌شود.

## زندگی
شیخ علی در سال ۱۲۸۷ هجری قمری در شهر مرند از توابع استان آذربایجان شرقی در ایران به دنیا آمد. بنا بر برخی منابع، تبارِ او به اعراب مهاجر به منطقهٔ شمال غرب ایران می‌رسد. او تحصیل علوم دینی را در شهر اراک آغاز کرد و سپس در سال ۱۳۱۴ هجری قمری برای تکمیل تحصیلات حوزوی به شهر نجف اشرف سفر کرد و در حوزه علمیه این شهر مشغول به تحصیل شد.
از جمله استادان او می‌توان به محمد شربیانی معروف به فاضل شربیانی، محمدحسن ممقانی، سید محمدکاظم طباطبایی یزدی (معروف به «صاحب عروه»)، فتح‌الله غروی اصفهانی (معروف به «شیخ‌الشریعهٔ اصفهانی»)، سید حسین کوه‌کمره‌ای (کوه‌کمری) معروف به «سید حسینِ تُرک»، محمدکاظم خراسانی معروف به «آخوند خراسانی» و ملاحسینقلی همدانی اشاره کرد.
گرایش اصلی او به عرفان عملی و عبادت بود و به انزوا و گوشه‌گیری رغبت زیادی داشت. سید شهاب‌الدین مرعشی نجفی از شاگردان شیخ علی مرندی بوده و از او اجازه روایت داشته است. محل تدریس او «مقبرهٔ شربیانی» (محل دفن استادش، فاضل شربیانی) بوده که حجره‌ای واقع در جنب ایوان علماء حرم علی بن ابی‌طالب است.
شیخ علی مرندی در چهاردهم جمادی الثانی ۱۳۷۰ هجری قمری درگذشت و در قبرستان مشهور وادی السلام نجف اشرف به خاک سپرده شد.

## آثار
از جمله شروح و حاشیه‌هایی که شیخ علی مرندی نگاشته، می‌توان به موارد زیر اشاره کرد:
- نهایة التذکرة فی شرح التبصرة (۱۱ جلد)؛ الفوائد المتفرّقة (۹ جلد)، شامِلِ تحقیقاتِ او در علوم غیرفقهی مانند تفسیر، علوم حدیث، نجوم، اعداد، عرفان، اخلاق، ادبیات و … شامل ۱۲۳۳ فائده؛ حاشیه بر «رسائل» شیخ انصاری؛ حاشیه بر «مکاسب» شیخ انصاری؛ حاشیه بر «ریاض المسائل» سید علی طباطبایی (صاحب ریاض)؛ مباحث الفاظ (تقریر درس استادش شیخ الشریعه اصفهانی)؛ و، کتاب البیع (تقریر درس استادش شیخ الشریعه اصفهانی).
همچنین، از جمله کتاب‌هایی که نوشته است می‌توان موارد زیر را نام برد:
- شرح حدیث حقیقت؛ که شرح کوتاهی به زبان عربی بر حدیث عرفانی حقیقت است. متنِ این رساله «فائده دویست و شصت و هشتم» از مجموعه «الفوائد المتفرّقة» وی است. او پس از نقل متن حدیث، به شرح عرفانی فقراتی از آن پرداخته و در پایان متذکر شده که آن را برای تشویق برادری ایمانی به سیروسلوک نگاشته است؛ هدایت الشیعه یا هدیة الشیعة (رسالهٔ عملیه او)؛ به زبان فارسی و به صورت پرسش و پاسخ نوشته شده و شامل مباحث مربوط به عبادات و معاملات است. در سال ۱۳۴۳ هجری قمری در نجف منتشر شده است؛ هدیة المؤمنین؛ به زبان فارسی است و در سال ۱۳۴۱ هجری قمری در تبریز با سرمایهٔ احمدخان میرپنج مرندی به چاپ رسیده است.
- و مناسک حج، که به فارسی است و در نجف، مطبعه مرتضویه در سال ۱۳۴۳ هجری قمری در ۱۸۹ صفحه منتشر شده است.